# 海伦·麦克洛瑞
海倫·伊麗莎白·麥歌莉，OBE（1968年8月17日—2021年4月16日），英國女演員。麥歌莉從倫敦戲劇中心畢業後，她於1990年的《不可兒戲》演出作為其舞台處女作。她的其他舞台角色包括在莎士比亞環球劇場演出劇目《馬克白》中的馬克白夫人，其後於西區劇院《第十二夜》中演出奥利維亞，以及在《皆大歡喜》中飾演羅莎琳一角。
麥歌莉於2006年電影《英女皇》演出，這是她個人的經典角色。其後，她於2010年電影《特殊關係》中飾演彭雪玲一角，米高·辛也在這兩部電影中飾演其丈夫兼首相貝理雅。麥歌莉其他參演的電影包括2001年《戰地有心人》；哈利波特系列最後三輯電影（分別是2009、2010和2011）中的黑暗的女反派兼社交名媛水仙·馬份；馬田·史高西斯的2011年兒童電影《雨果的巴黎奇幻歷險》中的讓娜媽媽；2012年占士邦電影《007：大破天幕殺機》裡的克萊爾·道華；2013–2019年劇集《浴血黑幫》的波莉·格雷；2017年《無所畏懼》的艾瑪·班維爾；還有2019電影《家國危機》。

## 早年生活
麥歌莉在1968年8月17日生於英國倫敦柏靈頓，其母親安·摩根斯（Ann Morgans）是一名威爾斯人物理治療師，而麥歌莉的父親伊恩·麥歌莉（Iain McCrory）是格拉斯哥人，任職外交官。麥歌莉父母於1968年結婚，兩人育有三名子女，而海倫·麥歌莉為最年長的那個。
海倫·麥歌莉於赫特福德郡哈特菲爾德的昆斯活學校接受教育，隨後她到意大利生活了一年。當她回到英國後，她便及開始到倫敦戲劇中心學習表演課程。

## 演藝事業
1993年，麥歌莉憑著皇家國家劇院的劇目《威爾斯的特里勞尼》中的露絲·特里勞尼一角，赢得伊恩·查爾遜獎的第三位。2002年，她憑著於道瑪倉庫上演契訶夫創作的劇目《萬尼亞叔叔》當中的葉蓮娜（Yelena）一角，獲得倫敦旗幟晚報戲劇獎最佳女主角的提名。後來她憑著西區劇院上演的莎士比亞劇目《皆大歡喜》中的羅莎琳一角，獲得羅蘭士·奥利弗獎的提名。2008年4月，麥歌莉參演了倫敦的阿爾梅達劇院製作易卜生的劇目《羅斯默霍爾姆》，當中她扮演一個「引人注目」的麗貝卡·韋斯特的角色。
2003年，麥歌莉於《查理二世：權力與激情》中飾演卡斯爾梅恩伯爵夫人芭芭拉·帕爾默，並在1994年的《吸血迷情》、2001年的《戰地有心人》、2002年的《絕世英豪》及2005年的《濃情威尼斯》演出配角。她於2006年的電影《英女皇》中飾演彭雪玲，及後她於彼得·摩根執導的2010年續集電影《特殊關係》中重演該角色。

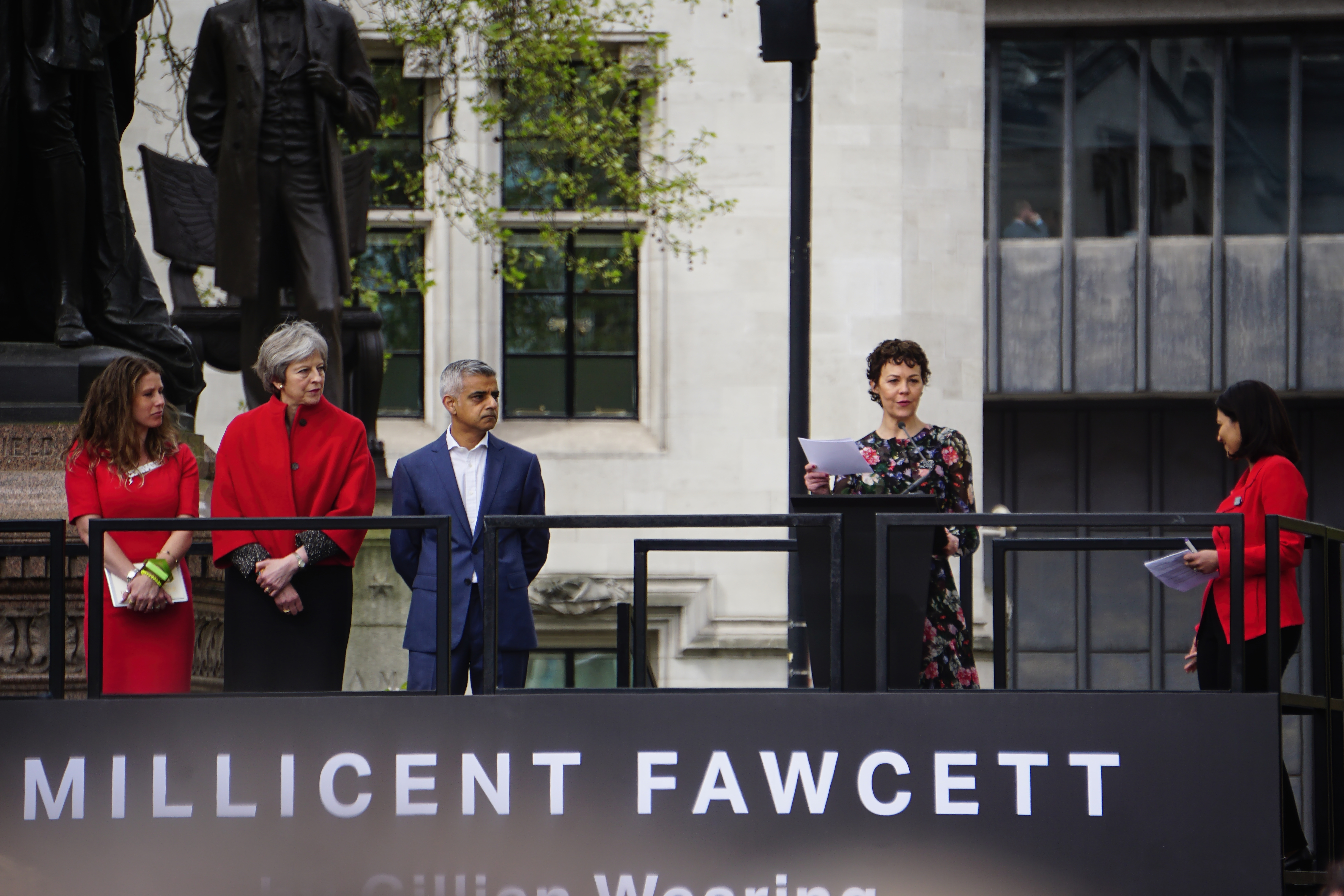
2018年，麥歌莉於倫敦國會廣場為女性參政論者米利琴特·福西特的雕像揭幕儀式上發表演說。

2007年，麥歌莉在《科學怪人》的現代化背景的電視改編裡演出。後來，麥歌莉因首次懷孕而迫使她退出《哈利波特：鳳凰會的密令》中演出貝拉·雷斯壯一角的機會（其角色後來由海倫娜·寶咸·卡特取代）。麥歌莉後來於2009年7月上映的《哈利波特：混血王子的背叛》中飾演貝拉·雷斯壯的妹妹水仙·馬份，她後來亦於該電影系列最後兩輯電影—《哈利波特：死神的聖物1》和《哈利波特：死神的聖物2》中重演該角色。麥歌莉於電影當中的演出獲得原著書迷的好評。隨後，她還在2010年BBC電視劇《異世奇人》中《威尼斯的吸血鬼》的一集裡扮演主要反派角色羅珊娜·卡爾維耶里。
從2012年6月12日開始，麥歌莉於皇家國家劇院的劇目《最後的豪斯曼（The Last of the Haussmans）》中擔任主演，該演出作品於同年10月11日透過直播節目《英國國家劇院現場》作全球直播，並於世界各地的電影院播放。
2013年，麥歌莉為艾莉·伯恩·埃西里開發的愛情文學互動選集《The Love Book App》作詩歌朗誦。同年，她開始於小天使劇場的劇目《馬克白》中飾演馬克白夫人。同年，她於劇集《浴血黑幫》中飾演波莉·格雷一角。
2014年，麥歌莉於皇家國家劇院的製作劇目《美狄亞》中擔任女主角，該劇由凱莉·克拉克內爾執導。同年，麥歌莉客串了電視劇《英國恐怖故事》，她於該系列的第二季以常駐演員回歸，扮演當中的主要反派。
2016年8月，麥歌莉獲確認於ITV的電視劇集《無所畏懼》中飾演愛瑪·班維爾，該劇於2017年6月開始播放。
2019年，麥歌莉於湯姆·羅伯·史密斯的《家國危機》裡演出凱瑟琳·維利爾斯一角，跟李察·基爾及比利·豪爾演對手戲。該片平均有269萬觀眾收看。

## 個人生活

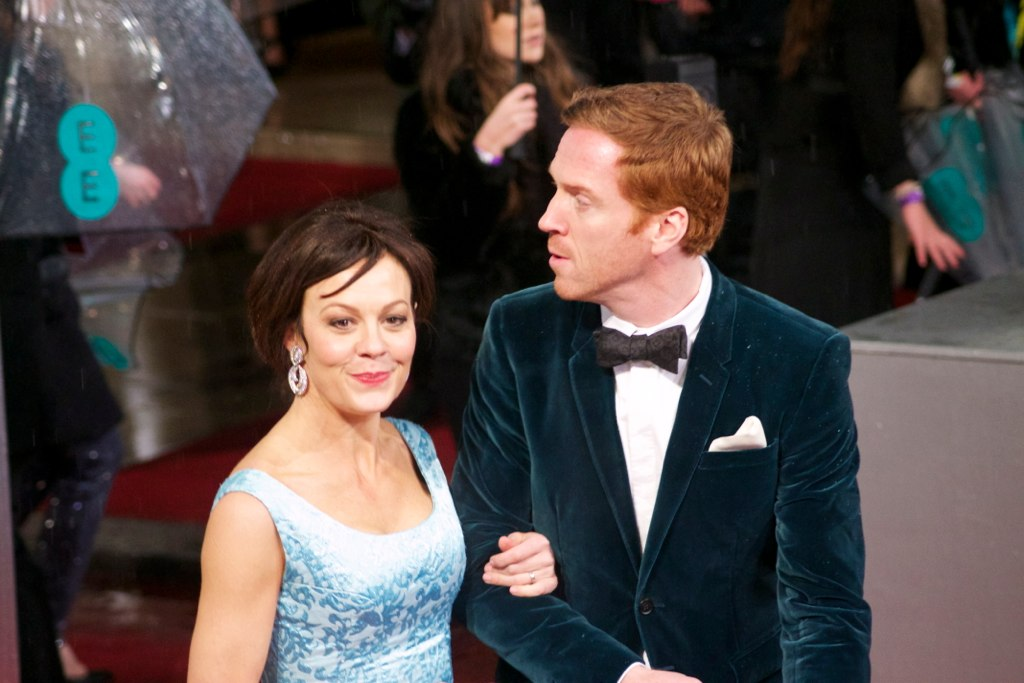
2013年，麥歌莉與達米安·路易斯結伴出席第66届英國電影學院獎頒獎禮。

2007年7月4日，麥歌莉跟同為演員的達米安·路易斯結婚，兩人育有一名女兒曼儂（Manon）和一名兒子格列佛（Gulliver）。他們的主要住所位於北倫敦的圖夫尼爾公園，他們在薩福克郡薩德伯里還有另一個住處。
麥歌莉擔任倫敦兒童慈善基金會Scene & Heard的名譽贊助人。
在2019冠状病毒病疫情期間，麥歌莉夫婦倆支持著Feed NHS計劃，這是一項從商業街餐廳向NHS員工提供食物的計劃，該項目並於2020年4月上旬為該慈善機構籌集到100萬英鎊的善款。

## 榮譽
麥歌莉於2017年新年授勳名單中獲頒OBE勳章，以表彰她對戲劇的貢獻。

## 去世
2021年4月16日，麥歌莉因乳癌在倫敦的家中去世，享年52歲。其丈夫達米安·路易斯於Twitter上公布其死訊，寫道稱她「在家中平靜地離世，周圍環繞著來自朋友和家人的愛所包圍」。麥歌莉對自己的病情診斷保密，因此在她去世前知道她患病的人甚少。
麥歌莉於去世前正在拍攝電視劇《浴血黑幫》的第6季，由於她的場景無法繼續下去及完成，因此故事情節不得不作出改變，並且某些部分的製作被迫重新拍攝。除了《浴血黑幫》外，麥歌莉最後一次露面包括了2016年在皇家國家劇院製作的《深藍海》、2019年《新聞問答》裡的一集，2020年的《黑暗元素三部曲》，以及ITV的劇集《小測驗》。

## 演出作品

### 舞台劇
| 年份      | 舞台劇                                                | 角色                                                                                  | 演出地點                 | 參考   |
| --------- | ----------------------------------------------------- | ------------------------------------------------------------------------------------- | ------------------------ | ------ |
| 1990      | 不可兒戲                                              | 格溫多琳·費爾法克斯（Gwendolen Fairfax）                                              | 哈羅蓋特劇院             | [ 37 ] |
| 1990      | 蒂徹們                                                | 蓋兒·桑德斯（Gail Saunders）                                                          | 哈羅蓋特劇院             | [ 7 ]  |
| 1990      | 馬克白                                                | 女巫（Witch）                                                                         | 河畔工作室               | [ 7 ]  |
| 1991      | 傲慢與偏見                                            | 莉迪亞·班納特                                                                         |                          | [ 38 ] |
| 1991      | 血婚                                                  | 新娘（The Bride）                                                                     |                          | [ 39 ] |
| 1992      | 羊泉（Fuente Ovejuna）                                | 賈辛塔（Jacinta）                                                                     |                          | [ 40 ] |
| 1992      | 別以愛愚弄                                            | 卡蜜兒（Camille）                                                                     |                          | [ 41 ] |
| 1993      | 威爾斯的特里勞尼                                      | 露絲·特里勞尼（Rose Trelawny）                                                        |                          | [ 7 ]  |
| 1994      | 保留下來的威尼斯                                      | 貝爾維德拉（Belvidera）                                                               | 曼徹斯特皇家交易所       | [ 40 ] |
| 1994      | 海鷗                                                  | 妮娜·美哈伊洛夫娜·扎列奇納亞 （Nina Mikhailovna Zarechnaya）                          | 皇家國家劇院             | [ 42 ] |
| 1994–1995 | 惡魔的門徒                                            | 茱迪芙·安達臣（Judith Anderson）                                                      | 皇家國家劇院             | [ 43 ] |
| 1995      | 凱莉與杜（Keely And Du）                              | 凱莉（Keely）                                                                         | 都柏林奧林匹亞劇院       | [ 40 ] |
| 1995      | 馬克白                                                | 馬克白夫人                                                                            | 莎士比亞環球劇場         | [ 7 ]  |
| 1995–1996 | 天堂的孩子們                                          | 克萊爾·「加蘭斯」·雷內 （Claire "Garance" Reine）                                     | 巴比肯藝術中心           | [ 44 ] |
| 1998      | 在我們自己的小世界裡 （In a Little World of Our Own） | 黛博拉（Deborah）                                                                     | 道馬倉庫                 | [ 40 ] |
| 1998      | 我是如何學會開車的                                    | 利伊·比特（Li'I Bit）                                                                 | 道馬倉庫                 | [ 45 ] |
| 1999      | 愛情的凱旋                                            | 列昂尼德公主（Princess Leonide） 別名 福基翁（alias Phocion）                         | 阿爾梅達劇院             | [ 40 ] |
| 2000–2001 | 普拉托諾夫                                            | 安娜·彼得羅芙娜（Anna Petrovna）                                                      | 阿爾梅達劇院             | [ 40 ] |
| 2002      | 萬尼亞叔叔                                            | 海倫娜·安德烈耶芙娜·謝列布里亞科娃（葉蓮娜） Helena Andreyevna Serebryakova（Yelena） | 道馬倉庫                 | [ 7 ]  |
| 2002      | 第十二夜                                              | 奧利維亞                                                                              | 道馬倉庫                 | [ 40 ] |
| 2003–2004 | 五枚金戒指                                            | 米蘭達（Miranda）                                                                     | 阿爾梅達劇院             | [ 40 ] |
| 2004      | 舊時光                                                | 安娜（Anna）                                                                          | 道馬倉庫                 | [ 46 ] |
| 2005      | 皆大歡喜                                              | 羅莎琳                                                                                | 溫德姆劇院               | [ 47 ] |
| 2008      | 羅斯默霍爾姆                                          | 麗貝卡·韋斯特                                                                         | 阿爾梅達劇院             | [ 48 ] |
| 2010–2012 | 已故的中產階級 （The Late Middle Classes）            | 斯莉亞·史密瑟斯（Celia Smithers）                                                     | 道馬倉庫                 | [ 7 ]  |
| 2012      | 最後的豪斯曼 （The Last of the Haussmans）            | 莉比·豪斯曼（Libby Haussmans）                                                        | 皇家國家劇院利特爾頓劇場 | [ 49 ] |
| 2014      | 美狄亞                                                | 美狄亞                                                                                | 皇家國家劇院奧利佛劇場   | [ 7 ]  |
| 2016      | 深藍之海                                              | 海絲特·科利爾（Hester Collyer）                                                       | 皇家國家劇院利特爾頓劇場 | [ 50 ] |

### 劇集
| 年份      | 舞台劇                                     | 角色                                                 | 備註                                   | 參考   |
| --------- | ------------------------------------------ | ---------------------------------------------------- | -------------------------------------- | ------ |
| 1993      | 全力以赴                                   | 薇琪·古道爾（Vicki Goodall）                         | 集數：風險業務（Risky Business）       | [ 51 ] |
| 1993      | 迷幻演出                                   | 讓·賴斯（Jean Rice）                                 | 集數：藝人（The Entertainer）          | [ 52 ] |
| 1995      | 兩世奇人                                   | 祖（Jo）                                             | 集數：街頭生活（Streetlife）           | [ 51 ] |
| 1995      | 骯髒的老城區（Dirty Old Town）             | 克萊爾（Claire）                                     |                                        | [ 53 ] |
| 1996      | 脆弱的心                                   | 妮可拉·帕斯科（Nicola Pascoe）                       | 3集                                    | [ 54 ] |
| 1996      | 反對希特拉的證人（Witness Against Hitler） | 芙蕾雅·馮·毛奇                                       | 電視電影                               | [ 54 ] |
| 1997      | 審判與懲罰                                 | 安妮塔·哈里斯（Anita Harris）                        | 兩集                                   | [ 55 ] |
| 1998      | 勺子臉斯坦伯格                             | 母親（Mother）                                       | 電視電影                               | [ 54 ] |
| 1998      | 站立並交付（Stand and Deliver）            | 基斯汀娜（Christina）                                | 電視特備節目                           | [ 54 ] |
| 1999      | 一瞬間（Split Second）                     | 安吉·安達臣（Angie Anderson）                        | 電視電影                               | [ 54 ] |
| 2000      | 安娜·卡列尼娜                              | 安娜·卡列尼娜（Anna Karenina）                       | 4集                                    | [ 56 ] |
| 2000      | 北廣場                                     | 露絲·菲兹傑拉德（Rose Fitzgerald）                   | 10集                                   | [ 51 ] |
| 2001      | 在豐饒之地                                 | 瑪莉·費曼（Mary Freeman）                            | 3集                                    | [ 54 ] |
| 2002      | 陪審團 (劇集)                              | 露絲·戴維斯（Rose Davies）                           | 6集                                    | [ 54 ] |
| 2002      | 狄更斯 (電視劇)                            | 琪·狄更斯                                            | 3集                                    | [ 54 ] |
| 2002      | 該死的華麗（Dead Gorgeous）                | 安東尼婭阿什頓（Antonia Ashton）                     | 電視電影                               | [ 56 ] |
| 2003      | 糊塗大才子                                 | 瑪格麗特·皮爾（Margaret Peel）                       | 電視電影                               | [ 54 ] |
| 2003      | 嘉娜                                       | 嘉娜·弗倫奇（Carla French）                          | 電視電影                               | [ 54 ] |
| 2003      | 查理二世：權力與激情                       | 第一代克里夫蘭女公爵芭芭拉·帕爾默                    | 4集                                    | [ 54 ] |
| 2004      | 洛克·福爾摩斯與絲襪案                      | 讓娜·范德勒（Jenny Vandeleur）                       | 電視電影                               | [ 54 ] |
| 2005      | 救世殺機4：九層地獄                        | 瑞秋·普萊斯博士（Dr. Rachel Price）                  | 3集                                    | [ 54 ] |
| 2007      | 科學怪人                                   | 維多利亞·法蘭肯斯坦博士（Dr. Victoria Frankenstein） | 電視電影                               | [ 54 ] |
| 2009      | 生命                                       | 阿曼達·普耶（Amanda Puryer）                         | 5集                                    | [ 57 ] |
| 2010      | 異世奇人                                   | 羅珊娜·卡爾維耶里（Rosanna Calvierri）               | 集數：威尼斯的吸血鬼                   | [ 8 ]  |
| 2010      | 特殊關係                                   | 彭雪玲                                               | 電視電影                               | [ 8 ]  |
| 2011      | 飛哥與發仔                                 | 露西·弗萊徹（Lucy Fletcher）（聲演）                 | 集數：我的公平守門員（My Fair Goalie） | [ 58 ] |
| 2012      | 征服曼哈頓                                 | 克萊爾·倫德爾沙姆夫人                                | 電視電影                               | [ 54 ] |
| 2012      | 離開（Leaving）                            | 茱莉·蘭莫爾（Julie Ranmore）                         | 3集                                    | [ 54 ] |
| 2013-2022 | 浴血黑幫                                   | 波莉·格雷（Polly Gray）                              | 30集                                   | [ 56 ] |
| 2014      | 9號秘事                                    | 塔比莎（Tabitha）                                    | 集數：悲慘世界                         | [ 8 ]  |
| 2014      | 湯美·庫珀：不像那樣，像這樣                | 玫琳凱（Mary Kay）                                   | 電視電影                               | [ 59 ] |
| 2014–2015 | 英國恐怖故事                               | 伊芙琳·普爾（Evelyn Poole）／卡莉夫人（Madame Kali） | 12集                                   | [ 56 ] |
| 2017      | 無所畏懼                                   | 愛瑪·班維爾（Emma Banville）                         | 6集                                    | [ 5 ]  |
| 2019      | 家國危機                                   | 凱瑟琳·維利爾斯（Kathryn Villiers）                  | 8集                                    | [ 52 ] |
| 2019      | 新聞問答                                   | 她本人（主播）                                       | 集數：第#58.7集                        | [ 60 ] |
| 2019–2020 | 黑暗元素                                   | 斯泰爾瑪利亞（Stelmaria）（聲演）                    | 4集                                    | [ 8 ]  |
| 2020      | 小測驗                                     | 索尼婭·伍德利 QC（Sonia Woodley QC）                 | 兩集                                   | [ 56 ] |
| 2020      | 棄之不理                                   | 曉·艾里森（Dawn Ellison）                            | 主要演員                               | [ 14 ] |

### 電影
| 年份 | 舞台劇                                   | 角色                                               | 備註            | 參考   |
| ---- | ---------------------------------------- | -------------------------------------------------- | --------------- | ------ |
| 1994 | 夜访吸血鬼                               | 第2情婦（2nd Mistress）                            |                 | [ 61 ] |
| 1994 | 步步殺機                                 | 蘿拉（Lola）                                       |                 | [ 62 ] |
| 1997 | 詹姆斯伙伴（The James Gang）             | 伯納黛特·詹姆斯（Bernadette James）                |                 | [ 63 ] |
| 1998 | 野蠻爸爸                                 | 基絲（Chris）                                      |                 | [ 64 ] |
| 2000 | 神秘的旅店                               | 洛娜·布爾（Lorna Bull）                            |                 | [ 56 ] |
| 2001 | 亂世有情人                               | 法朗索瓦絲（Francoise）                            |                 | [ 65 ] |
| 2002 | 絕世英豪                                 | 華倫天娜·維爾福（Valentina Villefort）             |                 | [ 28 ] |
| 2002 | 內心深處（Deep Down）                    | 丹娜（Dana）                                       | 短片            | [ 66 ] |
| 2003 | 上帝會踢足球嗎（Does God Play Football） | 莎拉·沃德（Sarah Ward）                            | 短片            | [ 67 ] |
| 2004 | 凶汽球                                   | 洛根太太（Mrs. Logan）                             |                 | [ 68 ] |
| 2005 | 濃情威尼斯                               | 卡薩諾雅的母親（Casanova's Mother）                |                 | [ 56 ] |
| 2006 | 諾福克郡日常（Normal for Norfolk）       | 克萊兒（Clare）                                    | 短片            | [ 69 ] |
| 2006 | 英女皇                                   | 彭雪玲                                             |                 | [ 28 ] |
| 2007 | 珍奧斯汀少女日記                         | 拉德克利夫太太                                     |                 | [ 56 ] |
| 2008 | 傻瓜回憶錄                               | 佩琪·堤克爾（Peggy Tickell）                       |                 | [ 70 ] |
| 2009 | 哈利波特：混血王子的背叛                 | 水仙·馬份                                          |                 | [ 33 ] |
| 2009 | 了不起的狐狸爸爸                         | 豆太太（Mrs. Bean）                                | 聲演            | [ 71 ] |
| 2010 | 4.3.2.1.                                 | 瓊斯太太（Mrs. Jones）                             |                 | [ 54 ] |
| 2010 | 哈利波特：死神的聖物1                    | 水仙·馬份                                          |                 | [ 33 ] |
| 2011 | 哈利波特：死神的聖物2                    | 水仙·馬份                                          |                 | [ 33 ] |
| 2011 | 雨果的巴黎奇幻歷險                       | 讓娜媽媽                                           |                 | [ 72 ] |
| 2012 | 盲目飛行（Flying Blind）                 | 法蘭姬·萊斯布里奇博士（Dr. Frankie Lethbridge）    |                 | [ 73 ] |
| 2012 | 新鐵金剛：智破天凶城                     | 國會議員克萊爾·道華（Clair Dowar MP）              |                 | [ 74 ] |
| 2014 | 小混亂                                   | 法朗索瓦絲·勒諾特夫人（Madame Françoise Le Nôtre） |                 | [ 56 ] |
| 2015 | 黑衣凶靈2：死亡天使                      | 珍·霍格（Jean Hogg）                               |                 | [ 56 ] |
| 2015 | 莎士比亞外傳                             | 伊利沙伯一世                                       |                 | [ 56 ] |
| 2016 | 編寫美好時光                             | 蘇菲·史密斯（Sophie Smith）                        |                 | [ 75 ] |
| 2017 | 情謎梵高                                 | 騎士露意絲（Louise Chevalier）                     | 聲演            | [ 76 ] |
| 2021 | 莎樂                                     | 寶拉·林德伯格-所羅門（Paula Lindberg-Salomon）     | 聲演 去世後發行 | [ 77 ] |

## 獎項及提名
海倫·麥歌莉的獎項及提名：
| 年份 | 作品                                      | 頒獎禮                                     | 獎項                                                                          | 結果   |
| ---- | ----------------------------------------- | ------------------------------------------ | ----------------------------------------------------------------------------- | ------ |
| 1991 | 血婚                                      | 曼徹斯特晚報戲劇獎                         | 最佳女主角                                                                    | 獲獎   |
| 1993 | 威爾斯的特里勞尼                          | 伊恩·查爾遜獎                              | 最佳女主角                                                                    | 第三位 |
| 1995 | 馬克白                                    | 莎士比亞環球獎（Shakespeare Globe Awards） | 理查德伯頓獎最有前途新人 （Richard Burton Award For Most Promising Newcomer） | 獲獎   |
| 1995 | 兩世奇人—街頭生活（Streetlife）           | 蒙特卡羅電視節                             | 最佳女主角                                                                    | 獲獎   |
| 1995 | 兩世奇人—街頭生活（Streetlife）           | 皇家電視學會                               | 最佳女主角                                                                    | 獲獎   |
| 1997 | 兩世奇人—街頭生活（Streetlife）           | 英國電影學院威爾士獎                       | 最佳女主角                                                                    | 獲獎   |
| 1997 | 脆弱的心                                  | 倫敦影評人協會獎                           | 年度女主角                                                                    | 提名   |
| 2001 | 北廣場                                    | 倫敦影評人協會獎                           | 最佳女主角                                                                    | 獲獎   |
| 2001 | 北廣場                                    | 廣播新聞協會                               | 最佳女主角                                                                    | 獲獎   |
| 2002 | 萬尼亞叔叔                                | 標準晚報戲劇獎                             | 最佳女主角                                                                    | 提名   |
| 2003 | 萬尼亞叔叔                                | 戲劇桌獎                                   | 傑出戲劇女主角（Outstanding Featured Actress in a Play）                      | 提名   |
| 2003 | 萬尼亞叔叔                                | WhatsOnStage獎                             | 最佳戲劇女主角                                                                | 提名   |
| 2004 | 查理二世：權力與激情                      | 衛星獎                                     | 連續劇、迷你劇或電視電影最佳女配角                                            | 提名   |
| 2005 | 查理二世：權力與激情                      | 洛杉磯電視獎（L.A. Television Awards）     | 最佳女主角                                                                    | 提名   |
| 2006 | 皆大歡喜                                  | WhatsOnStage獎                             | 最佳戲劇女主角                                                                | 提名   |
| 2006 | 皆大歡喜                                  | 羅蘭士·奥利佛獎                            | 最佳女主角                                                                    | 提名   |
| 2007 | 英女皇                                    | 倫敦影評人協會獎                           | 最佳女配角                                                                    | 提名   |
| 2008 | 羅斯默霍爾姆                              | 2008年標準晚報戲劇獎                       | 最佳戲劇女主角（入圍）                                                        | 提名   |
| 2011 | 已故的中產階級（The Late Middle Classes） | WhatsOnStage獎                             | 最佳戲劇女主角                                                                | 提名   |
| 2012 | 已故的中產階級（The Late Middle Classes） | 皇家電視學會獎                             | 最佳女主角                                                                    | 提名   |
| 2012 | 哈利波特：死神的聖物2                     | 金德比獎（Gold Derby Awards）              | 全體演員（Ensemble Cast）                                                     | 提名   |
| 2012 | 最後的豪斯曼（The Last of the Haussmans） | 標準晚報戲劇獎                             | 最佳女主角                                                                    | 提名   |
| 2013 | 最後的豪斯曼（The Last of the Haussmans） | 魅力大獎                                   | 年度戲劇女演員                                                                | 獲獎   |
| 2013 | 最後的豪斯曼（The Last of the Haussmans） | WhatsOnStage獎                             | 最佳戲劇女配角                                                                | 提名   |
| 2013 | 最後的豪斯曼（The Last of the Haussmans） | 羅蘭士·奥利佛獎                            | 最佳女配角                                                                    | 提名   |
| 2014 | 浴血黑幫                                  | 國際視聽節目節                             | 電視劇和連續劇女演員                                                          | 獲獎   |
| 2014 | 浴血黑幫                                  | 犯罪驚悚片獎                               | 最佳女配角                                                                    | 提名   |
| 2014 | 美狄亞                                    | 標準晚報戲劇獎                             | 最佳女主角                                                                    | 提名   |
| 2015 | 美狄亞                                    | 評論家圈劇場獎                             | 最佳女主角                                                                    | 獲獎   |
| 2015 | 英國恐怖故事                              | 衛星獎                                     | 連續劇、迷你劇或電視電影最佳女配角                                            | 提名   |
| 2016 | 英國恐怖故事                              | 評論家選擇電視獎                           | 劇情類最佳女配角                                                              | 提名   |
| 2016 | 深藍之海                                  | 標準晚報戲劇獎                             | 最佳女主角                                                                    | 提名   |
| 2016 | 深藍之海                                  | WhatsOnStage獎                             | 最佳戲劇女主角                                                                | 提名   |